# Brokenhearted
A Brokenhearted Brandy amerikai énekesnő negyedik, utolsó kislemeze első, Brandy című stúdióalbumáról. A kislemezen a dal duettváltozata szerepel, melyen a Boyz II Men énekese, Wanya Morris is énekel. A dal az USA-ban a Billboard Hot 100 slágerlista 9. helyéig jutott, ezzel Brandy harmadik top 10 slágere lett az országban.

## Felvételek
A Brokenhearted albumváltozatát Brandy egy ültő helyében vette fel. Mint a The Best of Brandy című válogatásalbum kiadásakor, 2005-ben feidézte: „Vicces történet áll a dal felvétele mögött! El akartam menni a Six Flagsbe [vidámpark], de a producerek azt mondták: csak majd ha befejezted a felvételt! A szívem mélyéből énekeltem… annyira el akartam menni a Six Flagsbe! Hallhatjátok a szenvedélyt a hangomban!”
A duettváltozat ötlete akkor született, amikor 1995 elején Brandy két hónapig a Boyz II Mennel turnézott. Brandy és Wanya Morris épp a repülőn ültek, mikor Morris Brandy albumát hallgatta, és úgy gondolta, jó lenne duettként is elénekelni a dalt.

## Videóklip
A dal videóklipjét Hype Williams rendezte, és a New York állambeli Spring Hillsben, az Ohika Castle-ben forgatták. Williams választása azért esett erre az épületre, mert a tulajdonos megengedte, hogy elárasszák vízzel. „Az egész egy álom, nem valóság” – mondta Brandy az MTV-nek a forgatás idején. „Nem engedhetem meg magamnak, hogy ekkora villában éljek, tehát ez olyan, mintha elaludnék és arról álmodnék, hogy duettet énekelek Wanyával ebben a nagy villában, felnőttes ruhákban, nagy, gyönyörű, Whitney Houstonhoz illő ruhákban.” Mivel a padlót víz árasztotta el, a stáb gumicsizmát kellett, hogy viseljen a forgatás alatt. Donald Faison színész is szerepel a klipben.

## Számlista
1. Brokenhearted (LP Mix)
2. Brokenhearted (Soul Power Groove Mix)
3. Brokenhearted (UniFied Remix)
4. Brokenhearted (Tumble Bumble Mix)

CD maxi kislemez (USA) (85551-2)
1. Brokenhearted (Soulpower Mix) – 4:29
2. Brokenhearted (Soulpower Groove Mix) – 4:29
3. Brokenhearted (Acoustic Mix) – 5:18
4. Brokenhearted (LP Version) – 5:52

12" maxi kislemez (USA)
1. Brokenhearted (Soulpower Groove Mix) – 4:29
2. Brokenhearted (Soulpower Mix) – 4:29
3. Brokenhearted (Acoustic Mix) – 5:18
4. Brokenhearted (LP Version) – 5:52
5. Brokenhearted (Soulpower Groove Instrumental) – 4:45

## Helyezések
| Slágerlista (1995)                  | Legmagasabb helyezés |
| ----------------------------------- | -------------------- |
| USA Billboard Hot 100               | 9                    |
| USA Billboard Hot Dance Music Sales | 11                   |
| USA Billboard Hot R&B/Hip-Hop Songs | 2                    |
| Új-zélandi RIANZ kislemezlista      | 6                    |